# Eggøya
Eggøya est une île norvégienne dans le comté de Hordaland. Elle appartient administrativement à Fitjar.

## Géographie
Rocheuse et couverte d'une légère végétation, elle s'étend sur environ 1,437 km de longueur pour une largeur approximative de 1,046 km. Elle comporte un lac nommé Eggøyvatnet et six habitations.